# Валабі
Вала́бі (Wallabia Trouessart, 1905) — рід сумчастих ссавців родини кенгурових (Macropodidae). Рід вміщує один сучасний вид, Wallabia bicolor і два вимерлих (W. indra та W. kitcheneri).

## Широке трактування таксона
Більшість представників родини кенгурових зветься австралійцями «валабі». «Валабі» (волабі, уалабі) — аборигенське слово для позначення малих кенгуру. Прийшло з мови даруґ, відомої також як сіднейська мова чи мова еора.
Тому інколи Валабі — збірна назва для різних видів кенгурових.
Чіткої різниці між понятями «кенгуру» і «валабі» немає, але, здебільшого, валабі — менші за розмірами тіла, ніж власне кенгуру (Macropus s. stricto).

## Види
у складі роду Wallabia — три види, один сучасний і два вимерлі:
- Wallabia bicolor — Валабі двоколірний

- † Wallabia indra (De Vis, 1895), ранній пліоцен, походження викопних решток: англ. Chinchilla Local Fauna, південно-східний Квінсленд. Морфологічно близький до W. bicolor вид; відрізняється головним чином більшими розмірами.

- † Wallabia kitcheneri (Flannery, 1989), пізній плейстоцен. Знайдений у мамонтовій печері на південному заході Західної Австралії.

## Біологія

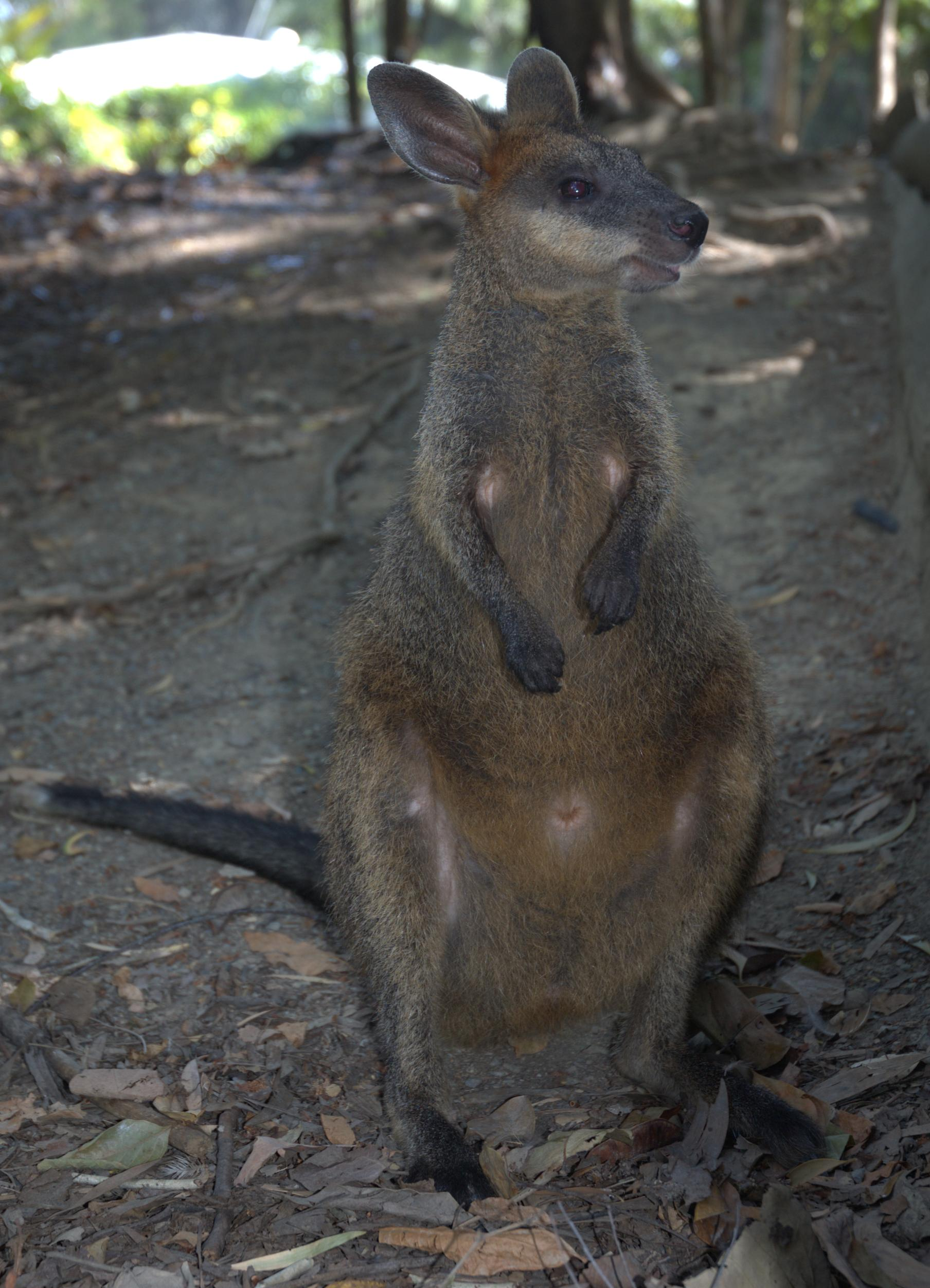
Валабі двоколірний (також відомий як «чорний», як «Swamp wallaby», Wallabia bicolor)

На відміну від власне кенгуру (Macropus), більшість валабі не живе змішаними групами з домінантним самцем на чолі. Самці валабі здебільшого живуть відокремлено, мандруючи в пошуках самиць, готових до продовження роду.
Самиці деяких валабі також живуть поодинці (з маленькими), або (як падемелони, рід Thylogale) групами.
Менші за розміром та не такі швидкі, волабі часто ховаються в лісі чи кущах, де великим кенгуру важко пересуватись.
Є також «скельні валабі» (нині як окремий рід Petrogale), що живуть в горах — їх п'яти мають спеціальні підошви, які дають їм можливість стрибати навіть по вогкому камінні з неабиякою швидкістю, а довший хвіст допомагає збереженню рівноваги.
Харчуються валабі травою, при цьому самі вони можуть бути їжею для інших тварин. Їхні вороги в природі  - це дикі австралійські собаки динго та орли. Красиве хутро тварин привертає увагу і людей.

## Інше
«Валабі» називають гравців Збірної Австралії з регбі.